# Fluorescentna spektroskopija
Fluorescentna spektroskopija (fluorimetrija, fluorometrija, spektrofluorometrija) je tip elektromagnetna spektroskopije kojom se analizira fluorescencija uzorka. To podrazumeva korišćenje zraka svetlosti, najčešće ultraljubičastog svetla, koje pobuđuje elektrone u molekula određenih jedinjenja i uzrokuje da oni emituju svetlost niže energije, obično, ali ne uvek, vidljivu svetlosti. Komplementarna tehnika je apsorpciona spektroskopija.
Uređaji koji mere fluorescenciju se zovu fluorometri ili fluorimetri.

## Teorija
Molekuli imaju različita stanja koja se nazivaju energetski nivoi. Fluorescentna spektroskopija se prvenstveno odnosi na elektronska i vibraciona stanja. Generalno, analizirani materijal ima osnovno elektronsko stanje (nisko energetsko stanje) i pobuđeno elektronsko stanje više energije. U okviru svakog od ovih elektronskih stanja postoje različita vibraciona stanja.
U fluorescentnoj spektroskopiji, uzorak se prvo pobudi, apsorbovanjem fotona, sa svog osnovnog elektronskog stanja do jednog od različitih vibracionih stanja u pobuđenom elektronskom stanju. Sudari sa drugim molekulima uzrokuju da pobuđeni molekul izgubi vibracionu energiju dok ne dostigne najniže vibraciono stanje pobuđenog elektronskog stanja.
Molekul potom pada na jedno od različitih vibracionih nivoa osnovnog elektronskog stanja, i pri tome emituje fotone. Kako molekuli mogu da se spustite u bilo koji od nekoliko vibracionih nivoa u osnovnom stanju, emitovani fotoni će imati različite energije, a time i frekvencija. Analizom različitih frekvencija svetlosti emitovane fluorescentnom spektroskopijom, zajedno sa njihovim relativnim intenzitetom, može se odrediti strukturu različitih vibracionih nivoa.
U tipičnom eksperimentu, različite talasne dužine fluorescentne svetlosti koju emituje uzorak se mere korišćenjem monohromatora, držeći pobudno svetlo na konstantnoj talasnoj dužini. Ovo se zove emisioni spektar. Pobudni spektar je dobija na suprotan način. U tom slučaju se emitovana svetlost održava na konstantnoj talasnoj dužini, dok se pobudno svetlo menja kroz niz različitih talasnih dužina (upotrebom monohromatora). Emisiona mapa se dobija snimanjem emisionih spektara koji proističu iz opsega pobudnih talasnih dužina, i njihovim kombinovanjem. Ovi podaci sačinjavaju tridimenzionalnu površinu: intenzitet emisije kao funkcija pobudnih i emisionih talasnih dužina, i obično prikazuje kao konturna mapa.

## Instrumenti
Postoje dva opšta tipa instrumenata:
- Fluorometri sa filterom koriste filtere za izolovanje upadne i fluorescentne svetlosti.
- Spektrofluorometri koriste difrakcione rešetke monohromatore za izolovanje upadne i fluorescentne svetlosti.

Oba topa koriste sledeću šemu: Svetlo iz izvora pobude prolazi kroz filter ili monohromator, i pogađa uzorka, koji apsorbuje deo upadne svetlosti. Neki od molekula u uzorku fluoresciraju. Fluorescentno svetlo se emituje u svim pravcima. Deo fluorescentne svetlosti prolazi kroz drugi filter ili monohromator i doseže detektor, koji je obično postavljen pod uglom od 90° u odnosu na zrak upadne svetlosti da bi se smanjio rizik izlaganja propuštenoj ili reflektovanoj upadnoj svetlosti.
Razni izvori svetlosti se mogu koristiti kao izvori pobude, uključujući lasere, fotodiode i lampe; ksenonske lukove i živinu paru. Laser emituje svetlost visokog zračenja na veoma uskom intervalu talasnih dužina, obično manjem od 0.01 nm, što čini pobudni monohromator ili filter nepotrebnim. Nedostatak ovog metoda je da se talasna dužina lasera ne može mnogo promeniti. Lampa sa živinom parom je linijska lampa, jer emituje svetlost u blizini vrha talasne dužine. Nasuprot tome, ksenonski luk ima kontinuirani emisioni spektar sa skoro konstantnim intenzitetom u rasponu od 300-800 nm i dovoljan je za merenje zračenja do iznad 200 mm.

## Spoljašnje veze
- Fluorofori Архивирано 2012-12-05 на сајту , baza podataka fluorescentnih boja
- Vremenski razložena fluorescentna spektroskopija